# Olga Mulet
Olga Mulet Torres (Vinaroz, Castellón, 8 de junio de 1957) es una maestra y política española, que fue diputada en las Cortes Generales por Castellón en la VI Legislatura. Es maestra de primaria (especialidad pedagogía terapéutica), licenciada en Psicopedagogía.

## Actividad profesional
- Directora de un colegio público en Vinaroz;
- Concejala y Teniente de Alcalde del Ayuntamiento de Vinaroz (1991-2003);
- Diputada del PSOE por Castellón en las Cortes Generales (1996-2000).[1]